# Wereldkampioenschappen schoonspringen 2025 – 10 meter toren mannen
Het schoonspringen vanaf de tienmetertoren voor mannen tijdens de wereldkampioenschappen schoonspringen 2025 vond plaats op 2 en 3 augustus 2025 in het OCBC Aquatic Centre in Singapore.

## Uitslag
Finalisten zijn de eerste 12 genoemde deelnemers, aangegeven met groen.
Halvefinalisten zijn de 6 daaropvolgende deelnemers, aangegeven met blauw.
| Rang   | Naam                | Land                   | Voorronde | Voorronde | Halve finale  | Halve finale  | Finale        | Finale        |
| Rang   | Naam                | Land                   | Punten    | Rang      | Punten        | Rang          | Punten        | Rang          |
| ------ | ------------------- | ---------------------- | --------- | --------- | ------------- | ------------- | ------------- | ------------- |
| Goud   | Cassiel Rousseau    | Australië              | 483,50    | 2         | 478,20        | 4             | 534,80        | 1             |
| Zilver | Oleksiy Sereda      | Oekraïne               | 447,35    | 7         | 471,80        | 5             | 515,20        | 2             |
| Brons  | Randal Willars      | Mexico                 | 441,75    | 8         | 446,20        | 8             | 511,95        | 3             |
| 4      | Zhu Zifeng          | China                  | 461,70    | 4         | 502,55        | 1             | 506,10        | 4             |
| 5      | Zhao Renjie         | China                  | 489,25    | 1         | 491,35        | 2             | 499,95        | 5             |
| 6      | Rikuto Tamai        | Japan                  | 466,60    | 3         | 480,20        | 3             | 492,55        | 6             |
| 7      | Ruslan Ternovoi     | Neutrale vlag          | 434,65    | 9         | 458,55        | 7             | 459,05        | 7             |
| 8      | Choe Wi-hyon        | Noord-Korea            | 392,70    | 14        | 428,75        | 11            | 456,20        | 8             |
| 9      | Benjamin Tessier    | Canada                 | 387,10    | 16        | 443,20        | 9             | 445,30        | 9             |
| 10     | Jaden Eikermann     | Duitsland              | 391,50    | 15        | 433,20        | 10            | 442,30        | 10            |
| 11     | Nikita Shleikher    | Neutrale vlag          | 448,70    | 6         | 464,60        | 6             | 441,80        | 11            |
| 12     | Robbie Lee          | Verenigd Koninkrijk    | 431,10    | 11        | 421,20        | 12            | 433,85        | 12            |
| 13     | Jordan Rzepka       | Verenigde Staten       | 449,80    | 5         | 410,70        | 13            | Uitgeschakeld | Uitgeschakeld |
| 14     | Riccardo Giovannini | Italië                 | 383,80    | 17        | 409,15        | 14            | Uitgeschakeld | Uitgeschakeld |
| 15     | Mark Hrytsenko      | Oekraïne               | 418,30    | 12        | 405,35        | 15            | Uitgeschakeld | Uitgeschakeld |
| 16     | Elvis Anak          | Maleisië               | 432,90    | 10        | 399,80        | 16            | Uitgeschakeld | Uitgeschakeld |
| 17     | Jorge Rodríguez     | Spanje                 | 378,95    | 18        | 379,95        | 17            | Uitgeschakeld | Uitgeschakeld |
| 18     | Euan McCabe         | Verenigd Koninkrijk    | 412,55    | 13        | 368,15        | 18            | Uitgeschakeld | Uitgeschakeld |
| 19     | Jonah Mercieca      | Australië              | 371,65    | 19        | Uitgeschakeld | Uitgeschakeld | Uitgeschakeld | Uitgeschakeld |
| 20     | Joshua Hedberg      | Verenigde Staten       | 371,00    | 20        | Uitgeschakeld | Uitgeschakeld | Uitgeschakeld | Uitgeschakeld |
| 21     | Emilio Treviño      | Mexico                 | 367,30    | 21        | Uitgeschakeld | Uitgeschakeld | Uitgeschakeld | Uitgeschakeld |
| 22     | Isak Borslien       | Noorwegen              | 364,50    | 22        | Uitgeschakeld | Uitgeschakeld | Uitgeschakeld | Uitgeschakeld |
| 23     | Anton Knoll         | Oostenrijk             | 361,50    | 23        | Uitgeschakeld | Uitgeschakeld | Uitgeschakeld | Uitgeschakeld |
| 24     | Shin Jung-whi       | Zuid-Korea             | 360,50    | 24        | Uitgeschakeld | Uitgeschakeld | Uitgeschakeld | Uitgeschakeld |
| 25     | Simone Conte        | Italië                 | 359,95    | 25        | Uitgeschakeld | Uitgeschakeld | Uitgeschakeld | Uitgeschakeld |
| 26     | Jesús González      | Venezuela              | 358,45    | 26        | Uitgeschakeld | Uitgeschakeld | Uitgeschakeld | Uitgeschakeld |
| 27     | Kang Min-hyuk       | Zuid-Korea             | 355,35    | 27        | Uitgeschakeld | Uitgeschakeld | Uitgeschakeld | Uitgeschakeld |
| 28     | Nathan Brown        | Nieuw-Zeeland          | 354,50    | 28        | Uitgeschakeld | Uitgeschakeld | Uitgeschakeld | Uitgeschakeld |
| 29     | Carlos Ramos        | Cuba                   | 354,15    | 29        | Uitgeschakeld | Uitgeschakeld | Uitgeschakeld | Uitgeschakeld |
| 30     | Rodrigo Cardona     | Spanje                 | 351,20    | 30        | Uitgeschakeld | Uitgeschakeld | Uitgeschakeld | Uitgeschakeld |
| 31     | Dariush Lotfi       | Oostenrijk             | 345,65    | 31        | Uitgeschakeld | Uitgeschakeld | Uitgeschakeld | Uitgeschakeld |
| 32     | Igor Myalin         | Oezbekistan            | 343,95    | 32        | Uitgeschakeld | Uitgeschakeld | Uitgeschakeld | Uitgeschakeld |
| 33     | Matt Cullen         | Canada                 | 342,55    | 33        | Uitgeschakeld | Uitgeschakeld | Uitgeschakeld | Uitgeschakeld |
| 34     | Reo Nishida         | Japan                  | 335,10    | 34        | Uitgeschakeld | Uitgeschakeld | Uitgeschakeld | Uitgeschakeld |
| 35     | Max Lee             | Singapore              | 330,85    | 35        | Uitgeschakeld | Uitgeschakeld | Uitgeschakeld | Uitgeschakeld |
| 36     | Ole Rösler          | Duitsland              | 326,95    | 36        | Uitgeschakeld | Uitgeschakeld | Uitgeschakeld | Uitgeschakeld |
| 37     | Enrique Harold      | Maleisië               | 323,45    | 37        | Uitgeschakeld | Uitgeschakeld | Uitgeschakeld | Uitgeschakeld |
| 38     | Jo Ryu-myong        | Noord-Korea            | 318,50    | 38        | Uitgeschakeld | Uitgeschakeld | Uitgeschakeld | Uitgeschakeld |
| 39     | Aleksa Teofilović   | Servië                 | 307,05    | 39        | Uitgeschakeld | Uitgeschakeld | Uitgeschakeld | Uitgeschakeld |
| 40     | Vartan Bayanduryan  | Armenië                | 305,20    | 40        | Uitgeschakeld | Uitgeschakeld | Uitgeschakeld | Uitgeschakeld |
| 41     | Tsvetomir Ereminov  | Bulgarije              | 295,25    | 41        | Uitgeschakeld | Uitgeschakeld | Uitgeschakeld | Uitgeschakeld |
| 42     | Jackson Rondinelli  | Brazilië               | 294,20    | 42        | Uitgeschakeld | Uitgeschakeld | Uitgeschakeld | Uitgeschakeld |
| 43     | Miguel Cardoso      | Brazilië               | 289,20    | 43        | Uitgeschakeld | Uitgeschakeld | Uitgeschakeld | Uitgeschakeld |
| 44     | Bernaldo Arias      | Cuba                   | 288,20    | 44        | Uitgeschakeld | Uitgeschakeld | Uitgeschakeld | Uitgeschakeld |
| 45     | Stavros Sifnaios    | Griekenland            | 262,70    | 45        | Uitgeschakeld | Uitgeschakeld | Uitgeschakeld | Uitgeschakeld |
| 46     | Indiver Sairem      | India                  | 253,90    | 46        | Uitgeschakeld | Uitgeschakeld | Uitgeschakeld | Uitgeschakeld |
| 47     | Wilson Ningthoujam  | India                  | 233,00    | 47        | Uitgeschakeld | Uitgeschakeld | Uitgeschakeld | Uitgeschakeld |
| 48     | Saymol Sánchez      | Dominicaanse Republiek | 155,50    | 48        | Uitgeschakeld | Uitgeschakeld | Uitgeschakeld | Uitgeschakeld |